# Мэхурин, Мэтт
Мэттью С. Мэхурин (родился 31 января 1959 года) — американский иллюстратор, фотограф и режиссёр.

## Об артисте
Иллюстрации Мэхурина публиковались в журналах Time, Newsweek, Mother Jones, Rolling Stone, Esquire, Forbes и The New York Times.
В качестве фоторепортёра Мэхурин работал над различными острыми темами, такими как бездомные, люди со СПИДом, тюремная система в Техасе, клиники аборта, Никарагуа, Гаити и Белфаст. Начиная с 1986 года он снял много музыкальных клипов для групп U2, Queensrÿche, Metallica, Dreams So Real, Jaye Muller, Трейси Чепмен, Тома Уэйтса, R.E.M., Alice in Chains и многих других популярных исполнителей.
Фотографии Мэхурина, включая «Тюрьма Клеммонса, Техас» (1985 год), «Техасская тюрьма» (1988 год), «Женское лицо в темноте» (1989 год) и «Париж» (1984 год), включены в постоянную коллекцию Метрополитен-музея искусств.
Мэхурин известен тем, что неоднократно использовал фотографии самого себя в коммерческих работах. На обложке журнала Time 29 ноября 1993 года он изображён в роли Зигмунда Фрейда, на обложке Time 14 марта 1994 года — в роли пещерного человека, а 17 мая 2004 Мэхурин позировал в качестве заключенного Абу-Грейб.
Мэхурин также является автором печально известной обложки Time c О. Джей Симпсоном, на которой насыщенность цвета фотографии была изменена, так что кожа Симпсона стала темнее, углы фотографии были «обожжены», а идентификационный номер заключённого был уменьшен. Сравнение работы Мэхурина с оригиналом вызвало споры по поводу манипуляций с фотографиями. В ответ на критику главный редактор журнала Джеймс Р. Гейнс был вынужден опубликовать сообщение, в котором говорилось об «отсутствии расового подтекста» со стороны фотографа или журнала.

## Награды
Фильмы и видео
- Премия Eastman Kodak Award за жизненные достижения — премия Ассоциации производителей музыкального видео (2003)[7].
- Лучший американский независимый фильм — Международный кинофестиваль в Хэмптоне, за фильм «Mugshot» (1996)[8].
- Награда MTV Video Music Award за лучшее постмодернистское видео — R.E.M. «Orange Crush» (1989)

Фотография и фото-иллюстрация
- Награда Альфреда Эйзенштадта в номинациях «Фотография для обложки» за обложку журнала Rolling Stone о Мэрилин Мэнсоне за январь 1997 года, а также «Передовая фото-иллюстрация» (1998)[9].
- Клуб Арт-директоров Нью-Йорка, премия за заслуги в области художественного оформления, за публикацию в еженедельнике The Village Voice «Небезопасно: почему геи занимаются рискованным сексом» (1996)[10].

## Фильмография
| Художественные фильмы Режиссёр - Feel (2006) - I Like Killing Flies (2003) - Mugshot (1996) Фотограф - Siesta (1987) | Короткометражные фильмы Режиссёр - The Reality of Hunger in New York City (2008) - H2 Uh-Oh (2007) | Телефильмы Режиссёр - Imagining America «Tribe» (фрагмент) - Alive TV «Hammer» (фрагмент) |

## Видеография
Режиссёр
| - 10,000 Maniacs — «What's the Matter Here» (1987) - Alice in Chains — «Angry Chair» (1992) - Alice in Chains — «No Excuses» (1994) - Better Than Ezra — «Rosealia» (1995) - Body Count — «There Goes the Neighborhood» (1992) - Bon Jovi — «Hey God» (1996) - Bonnie Raitt — «Something to Talk About» (1991) - Blind Melon — «Dear Ol' Dad» (1993) - Bush — «Everything Zen» (1994) - Bush — «Little Things» (1995) - Tracy Chapman — «Fast Car» (1988) - Cher — «Save Up All Your Tears» (1991) - Cowboy Junkies — «Sweet Jane» (1991) - Def Leppard — «Stand Up (Kick Love into Motion)» (1993) - Def Leppard — «All I Want Is Everything» (1996) - Disturbed — «The Sound of Silence» (2015) - Dreams So Real — «Rough Night In Jericho» (1988) - Melissa Etheridge — «Happy Xmas (War Is Over)» (1994) - John Fogerty — «Eye of the Zombie» (1986) - Peter Gabriel — «Mercy Street» (1986) - Peter Gabriel — «Red Rain» (1986) - Peter Gabriel — «Come Talk to Me» (1993) - Corey Glover — «April Rain» (1998) - Inspiral Carpets — «Generations» (1992) - Hole — «Gold Dust Woman» (1996) - INXS with Ray Charles — «Please (You Got That...)» (1993) - Donna Lewis — «Without Love» (1996) - Sarah McLachlan — «Building a Mystery» (1997) - Metallica — «The Unforgiven» (1991) - Metallica — «King Nothing» (1996) - Metallica — «The Unforgiven II» (1998) | - Mötley Crüe — «Primal Scream» (1991) - Mötley Crüe — «Home Sweet Home '91» (1991) - Mystery Skulls — «Erase Me» (2017) - Peter Murphy — «The Scarlet Thing in You» (1995) - New Kids on the Block — «If You Go Away» (1992) - Our Lady Peace — «Clumsy» (1998) - Martin Page — «In the House of Stone and Light» (1994) - Queensrÿche — «Empire» (1990) - Queensrÿche — «Best I Can» (1990) - Queensrÿche — «Silent Lucidity» (1990) - Queensrÿche — «Another Rainy Night (Without You)» (1991) - Queensrÿche — «Bridge» (1995) - R.E.M. — «Orange Crush» (1988) - Rush — «The Pass» (1989) - Lou Reed — «What’s Good» (1992) - Lou Reed — «Hookywooky» (1996) - Scorpions — «Alien Nation» (1993) - Silversun Pickups — «The Royal We» (2010) - Skid Row — «My Enemy» (1995) - Skid Row — «Into Another» (1995) - Soraya — «Suddenly» (1996) - Soul Asylum — «Misery» (1995) - Soundgarden — «Outshined» (1991) - Soundgarden — «The Day I Tried to Live» (1994) - Sting — «Gabriel's Message» (1987) - Sturgill Simpson — «Brace for Impact (Live a Little)» (2016) - Sturgill Simpson — «Breakers Roar» (2016) - Sturgill Simpson — «All Around You» (2017) - The Black Crowes — «She Talks to Angels» (1991) - Therapy? — «Die Laughing» (1994) - Tom Waits — «Hold On» (1999) - Tom Waits — «What’s He Building» (1999) - Tom Waits — «Hell Broke Luce» (2011) - U2 — «With or Without You» [version 1] (1987) - U2 — «Love Is Blindness» (1993) - U2 — «Song for Someone» (2015) - Ugly Kid Joe — «Cat’s in the Cradle» (1993) - Ugly Kid Joe — «Busy Bee» (1993) - Urge Overkill — «Take a Walk» (1993) - Paul Westerberg — «Runaway Wind» (1993) |

## Автор обложек
- BoDeans — Love & Hope & Sex & Dreams, 1986 г.
- Трейси Чепмен — Tracy Chapman, 1988
- Ramones — Brain Drain, 1989
- Оззи Осборн — No More Tears, 1991
- Джо Сатриани — The Extremist, 1992
- Мэрилин Мэнсон — обложка журнала RollingStone, январь 1998 года[12]
- Том Уэйтс — Mule Variations, 2000
- Том Уэйтс — Alice, 2002
- Joan as Police Woman — To Survive, 2008
- Muse — Drones, 2015
- Fool In The Box — Fool In The Box III, 2018